# Barby (Saboia)
Barby é uma comuna francesa na região administrativa de Auvérnia-Ródano-Alpes, no departamento da Saboia. Estende-se por uma área de 2.48 km². Em 2010 a comuna tinha 3 462 habitantes (densidade: 1 hab./km²).